# Attagenus globosus
Attagenus globosus es una especie de coleóptero de la familia Dermestidae.

## Distribución geográfica
Habita en Panamá.